# História do Futuro

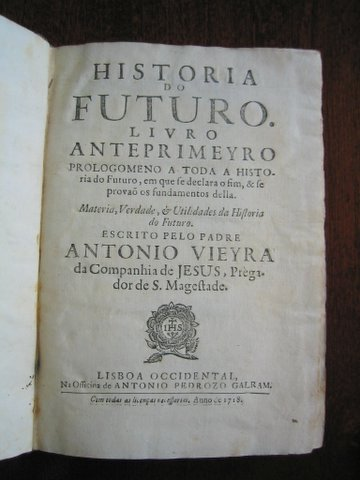
Frontispício da Historia do Futuro, edição de 1718.

História do Futuro é um livro escrito pelo padre português António Vieira (1608-1697) no século XVII.
Segundo o escritor Roberto de Sousa Causo, trata-se da primeira narrativa utópica escrita em português, onde o autor buscou reavivar o mito milenarista do Quinto Império, um império cristão e português a dominar o mundo, sucedendo os 4 célebres impérios da Antiguidade: assírio, persa, grego e romano. Para ele, havia uma nítida repetição dos ciclos da História, e agora caberia a Portugal a liderança do mundo civilizado. Sua escrita iniciou-se em 1649, segundo Sorel, ou em torno de 1665, segundo Bosi, mas só foi publicado postumamente em Lisboa em 1718, e mesmo sendo apenas um fragmento inacabado, despertou grande interesse - e também a suspeita de heresia. Vítor Amaral de Oliveira a considera, junto com as Trovas, de Bandarra, um dos dois mais importantes textos do sebastianismo.